# Вайян-Кутюрье, Мари Клод
Мари Клод Вайян-Кутюрье (фр. Marie-Claude Vaillant-Couturier; 3 ноября 1912, Париж, — 11 декабря 1996, Париж) — французский политик, деятель Международного демократического женского движения, генеральный секретарь Международной демократической федерации женщин в 1945—1954 году, вице-президент МДФЖ с 1954 по 1975 год, вдова Поля Вайяна-Кутюрье.

## Биография
Мари Клод родилась 3 ноября 1912 года в 6-м округе Парижа, в семье богемных либеральных буржуа. Её отец, Люсьен Фогель, издатель газеты la Gazette du Bon Ton, позднее журнала Ву. Мать, Кеседи Фогель, была сестрой газетчиков Жана и Мишеля Брункофа, первым редактором французского издания Vogue. Её дедом был карикатурист и иллюстратор Герман Фогель, а сестра, Надин Фогель, была известной актрисой.
После окончания школы Мари-Клод Вайян-Кутюрье посещала годичные курсы декоративно-прикладного искусства и стала репортером и фотографом. В 1934 году она вышла замуж за Поля Вайян-Кутюрье, основателя Республиканской ассоциации ветеранов, депутата-коммуниста и редактора «Юманите», который умер в 1937 году. Позже она вышла замуж за Пьера Вийона и родила от него сына.

### Политическая карьера
В 1934 году вступила в организацию коммунистической молодежи и участвовала в создании в 1936 году Союза девочек во Франции. Во время оккупации Франции с 1940 по 1944 год принимала участие в акциях Движения Сопротивления.
9 февраля 1942 года Мари Клод была арестована вишистской оккупационной полицией и брошена в тюрьме Сантэ: её камера находилась по соседству с камерой философа Жоржа Политцера, от которого нацисты требовали писать теоретические брошюры в поддержку нацизма, угрожая ему расстрелом в случае отказа. Через шесть недель Вайян-Кутюрье была передана для допросов гестапо, а 23 января 1943 года в составе партии из 230 француженок была направлена в концлагерь Освенцим. По словам Мари Клод, нацисты всячески лгали заключённым, утверждая, что их отвозят в трудовой лагерь, в то время как женщин и детей они направляли в газовые камеры. Еврейских заключённых они обязывали писать почтовые открытки родным с сообщением о том, что всё хорошо и что авторы получили хорошую работу: в качестве адреса отправителя указывался несуществующий город Вальдзее. Вскоре Вайян-Кутюрье была переведена в концлагерь Равенсбрюк, где находилась до конца Второй мировой войны.
Эти и иные показания об условиях содержания в концлагерях и о расправах нацистов над узниками Мари Клод давала на Нюрнбергском процессе.
С 1945 года была кандидатом в члены, а с 1947 года являлась членом ЦК Французской коммунистической партии. С 1945 по 1958 год и с 1962 года избиралась в Национальное собрание Франции. С 1945 по 1954 год генеральный секретарь, с 1954 по 1975 год — вице-президент Международной демократической федерации женщин.